# Цёлльнер, Карл Фридрих
Карл Фри́дрих Цёлльнер (нем. Carl Friedrich Zöllner; 17 мая 1800, Миттельхаузен, ныне Саксония-Анхальт, Германия — 25 сентября 1860, Лейпциг, ныне Саксония, Германия) — немецкий композитор, хоровой дирижёр и педагог.

## Биография
В 1822 году организовал частный музыкальный институт, а в 1833 году — мужское хоровое общество в Лейбциге. Созданные по его образцу многие хоровые общества после смерти Цёлльнера образовали «Союз Цёлльнера» (нем. Zöllner-Bund), который просуществовал до 1945 года. Автор хоров, преимущественно четырёхголосных мужских, а также песен и других вокальных произведений.

## Память
- В 1868 году в  лесопарке Розенталь в Лейпциге скульптором Германом Кнауром[нем.] открыт памятник композитору[нем.].